# Arvind Vegda
Arvind Vegda (n. 5 de octubre de 1974, Ahmedabad) es un actor y cantante indio.

## Biografía
Nació el 5 de octubre de 1974 en Ahmedabad. Completó su educación escolar en el Vidyanagar High School. Se graduó en la universidad de  Navgujarat. Comenzó su carrera como agente de marketing en una empresa de ingeniería, dedicados a la instalación de aire acondicionado. Después de trabajar durante doce años en la comercialización, fue nombrado presidente de la Sociedad India de calefacción y refrigeración de Aire Acondicionado de Ingenieros.

## Carrera
Arvind Vegda no tuvo ningún entrenamiento formal en la música. Comenzó por aprender el bajo de Narendra Rao y más adelante formó parte de una orquesta en el 2002. Empezó tocando en varios lugares de Navratri. En el 2006, tras la muerte repentina de Maniraj Barot, fue invitado para actuar en el Navratri Garba en Ahmedabad, donde realizó su primera pista musical titulado Bhai Bhai. 
Su popularidad surgió con sus canciones más conocidas como Bhai Bhai, en la que consiguió 2 lakh de éxitos por medio de YouTube. Sus álbumes de música, incluyendo Bhala Mori Rama (2011) se vendió más de medio millón de copias. También una de sus canciones fue utilizada por el Partido Bharatiya Janata para su campaña electoral en el 2012. En el 2015, participó como concursante en un reality show llamado,  Bigg Boss  9.
También es productor de una película de Gujarati titulada "Kyare Jaishu Pattaya", lanzado para el 2016.